# Heinrich von Vietinghoff
Heinrich Gottfried von Vietinghoff-Scheel genannt Scheel, nemški general, * 6. december 1887, Mainz, † 23. maj 1952, Pfrontenried.